# Roberto Matosas
Roberto Matosas   (Mercedes, 11 de maig de 1940) fou un futbolista uruguaià de la dècada de 1960.
Fou 20 cops internacional amb la selecció de l'Uruguai.
Pel que fa a clubs, defensà els colors de CA River Plate i C.A. Peñarol. Acabà la seva carrera a Mèxic, a San Luis i Toluca.
També fou entrenador a Veracruz.